# Петър Тинев
Петър Тинев е български военен и революционер, деец на Върховния македоно-одрински комитет и Вътрешната македоно-одринска революционна организация.

## Биография
Петър Тинев е роден в град Сливен. Постъпва на служба в българската армия с чин фелдфебел. През 1902 година става четник при Тома Давидов и участва в съвместните му обиколки в Македония заедно с Алексо Стефанов, а по-късно е четник при Борис Сарафов. В началото на 1903 година е назначен за центрови войвода в Леринско. През март 1903 година убива ренегата Геле Търсиянски, като се престорва за избягал от Васил Чекаларов четник. На 16 март 1903 година е тежко ранен в сражение с турски аскер в Крепешино, след което се самоубива за да не бъде пленен. Предаден е от гъркомани от Неред и Баница, които по-късно са наказани от ВМОРО. Убитият Тинев е заместен като войвода от Христо Апостолов.